# 塞耶 (內布拉斯加州)
塞耶（英語：Thayer）是位於美國內布拉斯加州約克縣的村。

## 人口
根據2020年美國人口普查的數據，塞耶的面積為0.71平方千米，皆為陸地。當地共有人口44人，而人口密度為每平方千米62人。